# دروفن هارادسدوتير
دروفن هارادسدوتير مواليد 8 أبريل 1991، هي لاعبة كرة يد أيسلندية تلعب كحارس مرمى. تلعب حاليا مع فيمليكافيلاغ هافنارفيارذار وتحمل الرقم 16.

## سجل المنافسة
شاركت في البطولات التالية:
- بطولة أوروبا لكرة اليد للسيدات 2012